# Прапор Жашківського району
Пра́пор Жа́шківського райо́ну — офіційний символ Жашківського району Черкаської області, затверджений 16 вересня 2004 року рішенням сесії Жашківської районної ради.

## Опис
Прапор являє собою прямокутне полотнище зі співвідношенням сторін 2:3, що поділене на три частини: малинового кольору древкову вертикальну, що займає ⅓ довжини полотнища та дві однакові за розмірами горизонтальні — синю і жовту. У лівому верхньому куті знаходиться Державний Герб України. З малинової частини виростають три золоті колоски пшениці, що переходять на синю і жовту смуги прапора та оповиті білою стрічкою.

## Символіка
Колоски пшениці відображають багатство району.